# Халконы
Халко́ны — соединения класса флавоноидов с незамкнутым пирановым кольцом.
Соединения с насыщенной α-β-связью в пропановом фрагменте называются дигидрохалконами. Производные 1,2-дифенилпропана с незамкнутым пирановым кольцом носят название изохалканоиды, 1,1-дифенилпропана — неохалканоиды. Могут образовывать природные димеры — бихалканоиды. По наличию гидроксильных групп в кольце В могут быть незамещёнными (2',4'-дигидроксихалкон), моно-, дважды и трижды замещёнными.

## Классификация
По общепринятой классификации халконы подразделяются на следующие группы:
- Халконы и дигидрохалконы.
- Гидрокси-, алкокси-, полиметоксихалконы и их гликозиды.
- Пиранохалконы.
- Фурохалконы.
- Халконы, содержащие 1,3-бензодиоксоловые фрагменты.
- Хинонохалконы.
- С-пренилхалконы и С-метилхалконы.

## Свойства
В индивидуальном виде кристаллические вещества жёлтой, оранжевой или оранжево-красной окраски.
Являются довольно реакционноспособными соединениями благодаря ненасыщенной α-β-связи, в частности, вступают в реакции димеризации, гликозилирования, восстановления. При кипячении с кислотами легко изомеризуются в флаваноны. Дают многие качественные реакции, характерные для флавоноидов (со щелочами, аммиаком, солями металлов, трёххлористой сурьмой и др.), однако не дают цианидиновую пробу.

## Распространение и получение
Встречаются в 9 семействах растений, в различных органах, как в виде агликонов, так и в виде гликозидов. Нередко входят в состав хромофорных комплексов, обусловливающих окраску цветков, к примеру, бутеин, характерный для семейства сложноцветных.
Издавна были известны в виде пигментов из цветков сафлора красильного (жёлтый картамин — 2,4,4’5-тетраоксихалкон-б-гликозид, красный картамон — 4,4'-диокси-4’6,7-хинохалкон-6-гликозид). Сведения об их химическом строении и принадлежности к флавоноидам получены к 1910 г., а более детальное изучение структуры проведено в 1930-х гг. Вместе с ауронами эти соединения получили название «антохлоры».
Бутеин (3,4,2',4'-тетраоксихалкон) обнаружен в цветках дерева Butea frondosa, произрастающего в Индии и Мьянме. Использовался в Индии для окраски тканей в жёлтый цвет, с различными протравами даёт кирпично-красный, коричневый. При действии кислот переходит в бесцветный триоксифлавонон бутин.
Разнообразный набор халконов содержится в корнях солодки голой и уральской. Установлена структура 14 халконовых соединений солодки голой, среди которых изоликвиритигенин (2,4,4'-тригидроксихалкон), его гликозиды — изоликвиритин, неоизоликвиритин, рамноизоликвиритин, ликуразид, неоликуразид, а также другие производные. При обработке клонов корней солодки голой с помощью бактерий получена тканевая культура, продуцирующая халконы, отличные по структуре от выделенных из природного сырья.
Также халконы содержатся в траве череды трёхраздельной (бутеин, изокореонсин, флавономареин, 7-O-β-D-глюкопиранозид бутеина, 7-O-β-D-глюкопиранозид (R-2)-изооканина), цветках бессмертника песчаного (изосалипурпозид), коре ивы остролистной (изосалипурпозид и кумароилизосалипурпозид, обусловливающие жёлтую окраску внутренней коры, в отличие от других видов ив), почках тополя чёрного (2',6'-дигидрокси-4'-метоксидигидрохалкон, 2',6'-дигидрокси-4'-метоксихалкон) и других растениях.

### Биосинтез
В-кольцо и пропановый фрагмент халконов образуются из гидроксикоричных кислот, а А-кольцо — из трёх остатков уксусной или малоновой кислот при участии КоА-фермента, затем происходит конденсация коричного и триацетильного фрагментов. Образовавшиеся таким образом халконы являются предшественниками в процессе биосинтеза остальных групп флавоноидов.

### Синтез
Возможно получение конденсацией ароматических альдегидов с ацетофеноном.

## Биологическая активность
Халконы обладают противоопухолевой, антимикробной, антибактериальной, антипротозойной, антиплазматической, антифунгальной, антигельминтной, антитуберкулезной, эстрогенной и антиоксидантной, антиинфламматорной, антиишемической, антиспазматической, цитотоксичной, ингибиторной, ферментативной и фитохимической активностью.